# Caromb
Caromb ist eine französische Gemeinde mit 3.469 Einwohnern (Stand 1. Januar 2022) im Département Vaucluse in der Region Provence-Alpes-Côte d’Azur.

## Geografie
Caromb befindet sich am Fuße des Mont Ventoux, etwa acht Kilometer nordöstlich der benachbarten Stadt Carpentras. Weitere angrenzende Gemeinden sind Mazan im Süden, Modène im Osten, Malaucène und Le Barroux im Norden sowie Saint-Hippolyte-le-Graveyron im Westen.
Die Gemeinde wird im Süden von der Mède und einem ihrer Zuflüsse, dem Malagrone (östlich des Dorfes, in Nord-Süd-Richtung), durchflossen. Praktisch die westliche Grenze bildet der Brégoux, der auch den vier Hektar großen, künstlich angelegten Lac du Paty speist. Das Gemeindegebiet gehört zum Regionalen Naturpark Mont-Ventoux.

## Verkehr
In Caromb kreuzen sich mehrere kleine Landstraßen, die das Dorf mit den umliegenden Gemeinden verbinden. Wichtigste Verkehrsstraße ist die ganz im Westen verlaufende D938 (ehemalige RN538) von Carpentras Richtung Malaucène.

## Geschichte

### Antike
Zur Zeit der Kelto-Ligurer lebte in der Region rund um Carpentras und südlich von Mont Ventoux der Stamm der Memini, der mit den Vocontiern, den Kavaren und den Albici benachbart war.
Im 2. und 3. Jahrhundert stand auf dem Gelände der Kapelle Saint-Étienne ein römischer Apollon-Tempel. Archäologen haben hier Mosaiken, Feuerböcke, Lampen, römische Medaillen und eine schöne Apollonstatue ausgegraben.

### Mittelalter
Caromb wird urkundlich zum ersten Mal 1021 als Ad Carumbum erwähnt, was etymologisch „Steinhaufen“ bedeutet. Auf provenzalisch bezeichnet das ähnlich klingende Quairoun oder queiruon einen großen quadratischen Steinblock, was möglicherweise auf den Betrieb von Steinbrüchen in der Gegend hindeutet. 1185 taucht für das Dorf die Bezeichnung Carumpio, darauffolgend 1254 Carumbo auf. Das keltische Wort Car bezeichnet eine sehr steinige Landschaft, während Umbo auf Latein für eine Anhöhe oder einen Hügel steht.
Als erste Lehnsherrin ist um 1200 eine Isabelle de Caromb bekannt, Tochter des Ritters Rican de Caromb. Sie heiratete den Ritter Giraud de Vincens, Seigneur von Brantes, Savoillans und Saint Lèger.
Im Jahr 1240 gab Raimund VII. von Toulouse, Markgraf der Provence, das Lehen an Barral aus dem Hause Baux. Cécile des Baux, genannt Rascasse oder „Schöne Gräfin“ brachte es als Mitgift an Raymond Guilhem de Budos, Rektor des Comtat Venaissin und Neffe von Papst Clemens V. Danach kehrte Caromb zu seinen ersten Lehnsträgern zurück, da Amadeus des Baux, Graf von Avellino, das Lehen an seine Nichte Alice des Baux vermachte.

### Renaissance

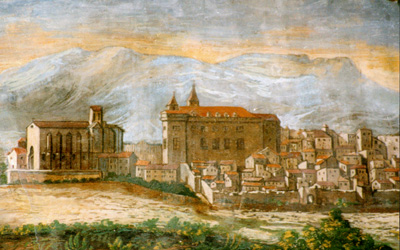
Schloss von Caromb vor der Französischen Revolution

Im Jahre 1431 ging das Lehen durch Heirat an Astorg de Peyre und die Freiherren von Gévaudan, die auch Herren von Beaumes-de-Venise wurden, danach an die Fürsten von Oranien im Jahr 1451. Nun wurde es Étienne zugewiesen, einem Bastard aus dem Hause Chalons-Orange, der es für 10.000 Taler an Étienne de Vaesc verkaufte, Seneschall von Beaucaire im Dienste von König Karl VIII. Dieser beschloss, sich dauerhaft niederzulassen und ließ zwischen 1481 und 1506 ein Schloss erbauen, was den Ruf besaß, den Avignoner Papstpalast an Schönheit zu übertreffen. Das Bauende konnte er nicht mehr miterleben, da er bereits im Jahre 1501 verstarb.
Die letzte Erbin dieser Familie war Jeanne de Vaesc, die 1553 den Grafen von Sault, François d’Agoult heiratete. Auf seine Initiative hin wurden 1562 der Glockenturm, der öffentliche Brunnen und die Befestigungsmauer gebaut. Die Verteidigungsanlage erwies sogleich ihren Dienst, da im selben Jahr der Baron des Adrets, nach der fehlgeschlagenen Einnahme von Apt, nun Caromb belagerte. Das Lehen kehrte darauffolgend an Jeanne d’Agoult zurück, die es 1629 an ihren zweiten Sohn Charles de Labaume-Montrevel vermachte.

### Moderne
1761 erteilte Gaspard de Lascaris, Vizelegat von Avignon, Caromb das Stadtrecht. Es wurde ein Stadtrat mit 24 Ratsherren gewählt, den zwei Konsuln leiteten. Während der Revolutionszeit ließ Marguerite de Labaume-Montrevel, Gattin des Marquis de Longeville, das von den Einwohnern geplünderte Schloss abreißen. Die übriggebliebene Ruine und das anschließend parzellierte Land wurden 1818 verkauft.

### Einwohnerentwicklung
| Jahr      | 1962 | 1968 | 1975 | 1982 | 1990 | 1999 | 2006 | 2017 |
| --------- | ---- | ---- | ---- | ---- | ---- | ---- | ---- | ---- |
| Einwohner | 1763 | 1901 | 2114 | 2266 | 2640 | 3117 | 3177 | 3348 |

## Sehenswürdigkeiten

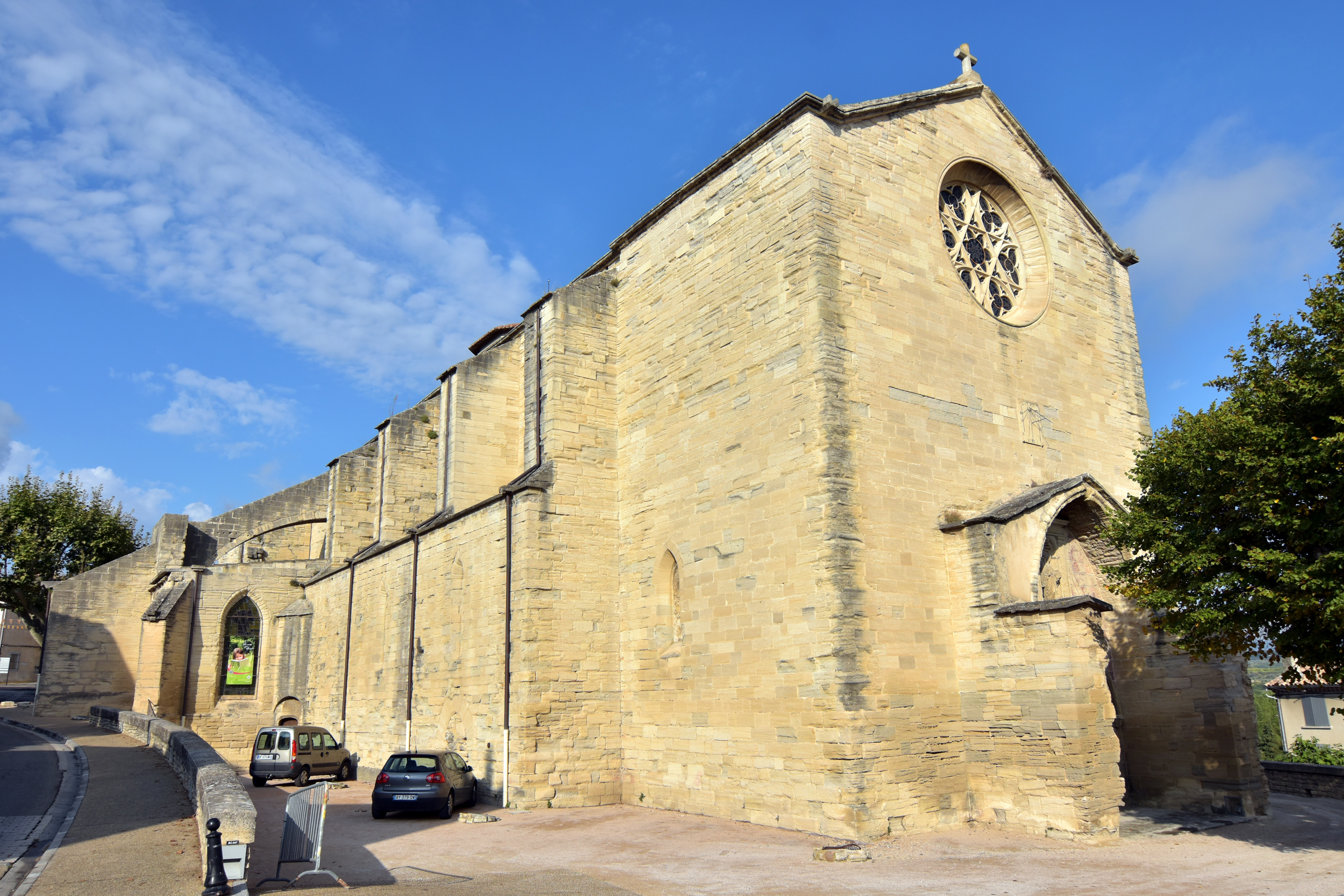
St-Maurice

- Die denkmalgeschützte Kirche St-Maurice stammt aus dem 11./12. Jahrhundert. Sie war ursprünglich Notre-Dame-des-Grâces („Unsere Liebe Frau von Gnaden“) gewidmet, 1420 dann dem Hl. Mauritius und seinen Gefährten. Ihre romanische Apsis wurde durch eine gotische Chorapsis mit Kreuzrippengewölbe ersetzt.[6] Ihr Orgelgehäuse ist provenzalische Handwerkskunst aus dem 18. Jahrhundert.[7] In der gotischen chapelle seigneuriale befindet sich das Grab von Étienne de Vaesc.[4]
- Überreste der Stadtmauer
- Der Brunnen an der Place du Château stammt aus dem Jahr 1749 und ist ein Werk des königlichen Ingenieurs Antoine d’Allemand, der auch das Aquädukt von Carpentras und die Ölmühle am Fuß des Belfrieds gebaut hat[10]
- Belfried aus dem 16. Jahrhundert mit schmiedeeisernem Glockenkäfig[10]
- botanischer Lehrpfad rund um das Wohnhaus (17. Jahrhundert) der Gebrüder Barbérini, Neffen von Papst Urban VIII.
- Weinmuseum der Winzergenossenschaft Saint-Marc[7]
- Gemeindeschule aus dem frühen 20. Jahrhundert
- ein dutzend kleiner Trockenmauerhütten auf dem Hügel von Paty, die früher landwirtschaftlich genutzt wurden und bis Mitte des 19. Jahrhunderts zurückreichen.
- Der Lac du Paty ist ein vier Hektar großer See, der zwischen 1764 und 1766 als Speicher zur Bewässerung angelegt wurde. Heute ist er ein bevorzugter Ort zum Angeln und Picknicken.[10]

## Wirtschaft

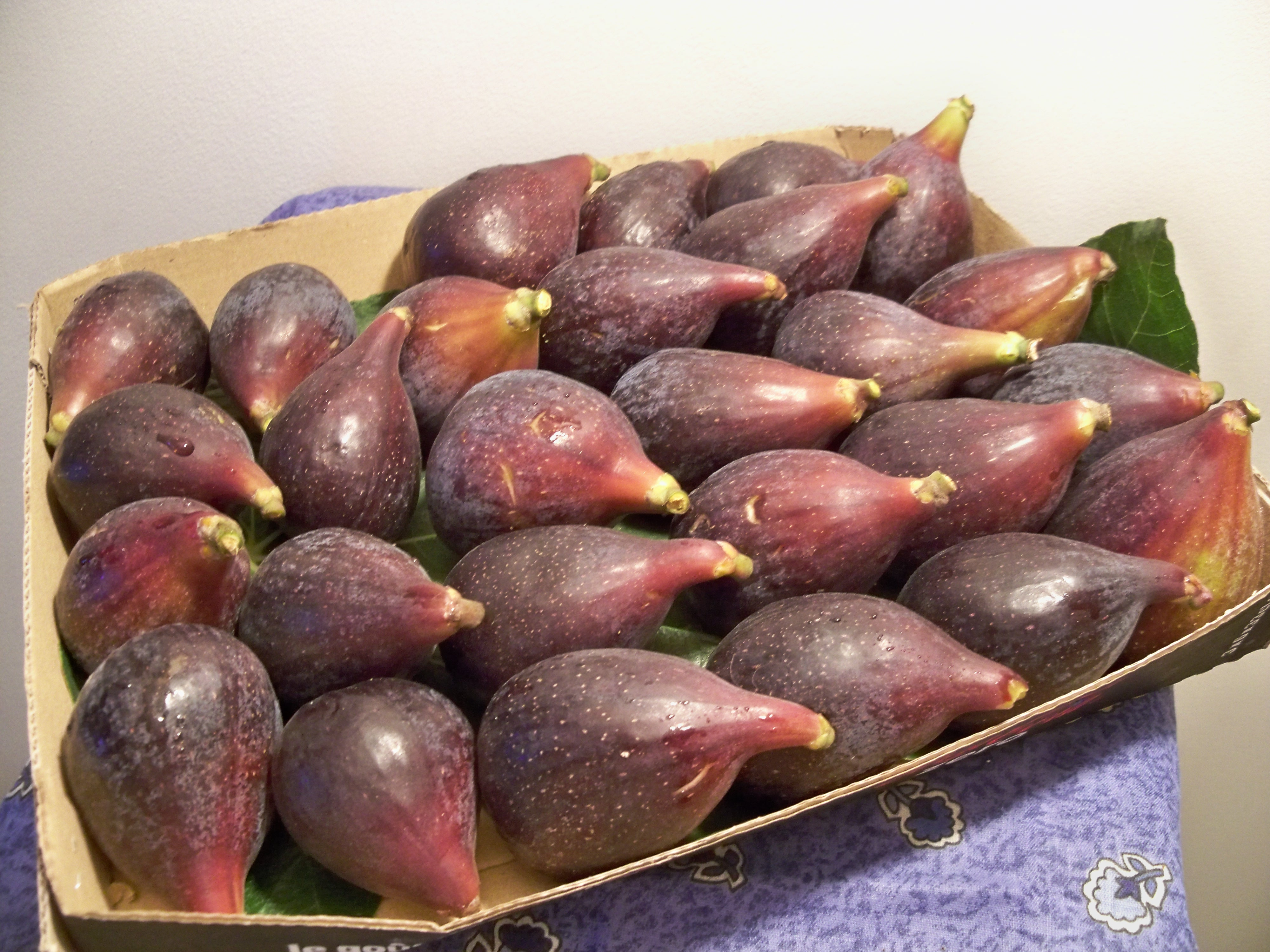
Schale mit Feigen der Sorte Noire de Caromb

1762 beschloss der Stadtrat für die Bewässerung der Gemeinde den Brégoux aufzustauen. Die von der Stadt finanzierten Arbeiten wurden nach Plänen von Jean-Claude Morand, einem Mathematikprofessor an der Jesuiten-Hochschule von Avignon ausgeführt. Der als Folge entstandene Stausee Lac du Paty hat ein Wasservolumen von 400.000 Kubikmeter. Dank ihm kam es im 19. Jahrhundert zum Anbau von Oliven, Obst, Gemüse und Wein.
Heutzutage ist der Weinanbau zu einem wichtigen Wirtschaftsfaktor geworden. Caromb befindet sich im Weinbaugebiet Ventoux (AOC).
Von Bedeutung ist auch der Anbau von Feigen, insbesondere einer speziellen Sorte namens Ficus carica „Noire de Caromb“. Die Förderung dieser Sorte in der Region wird von der Bruderschaft Confrérie de la Figue Longue Noire de Caromb vorangetrieben.

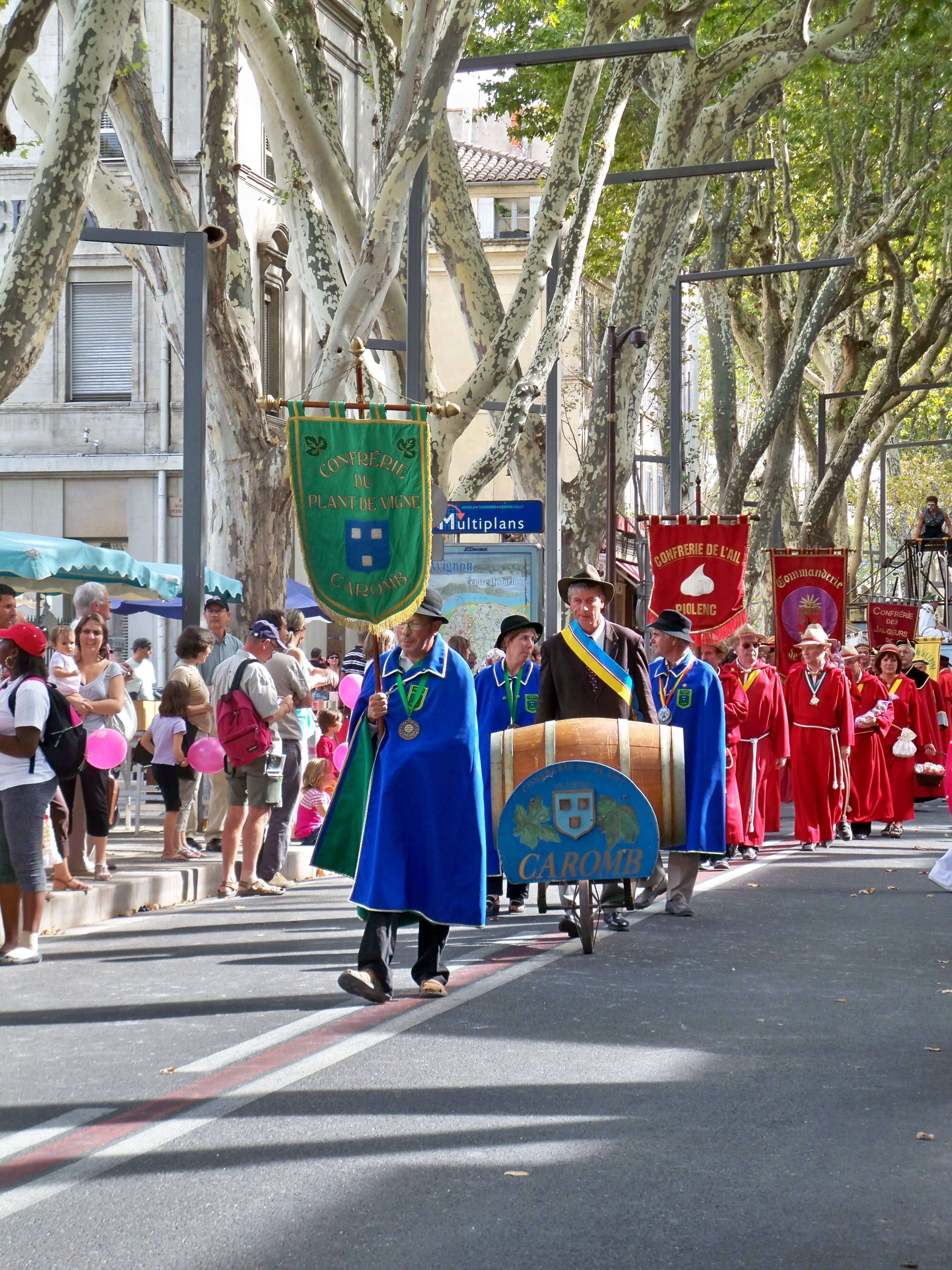
Parade der Confrérie du Plant de Vigne de Caromb in Avignon
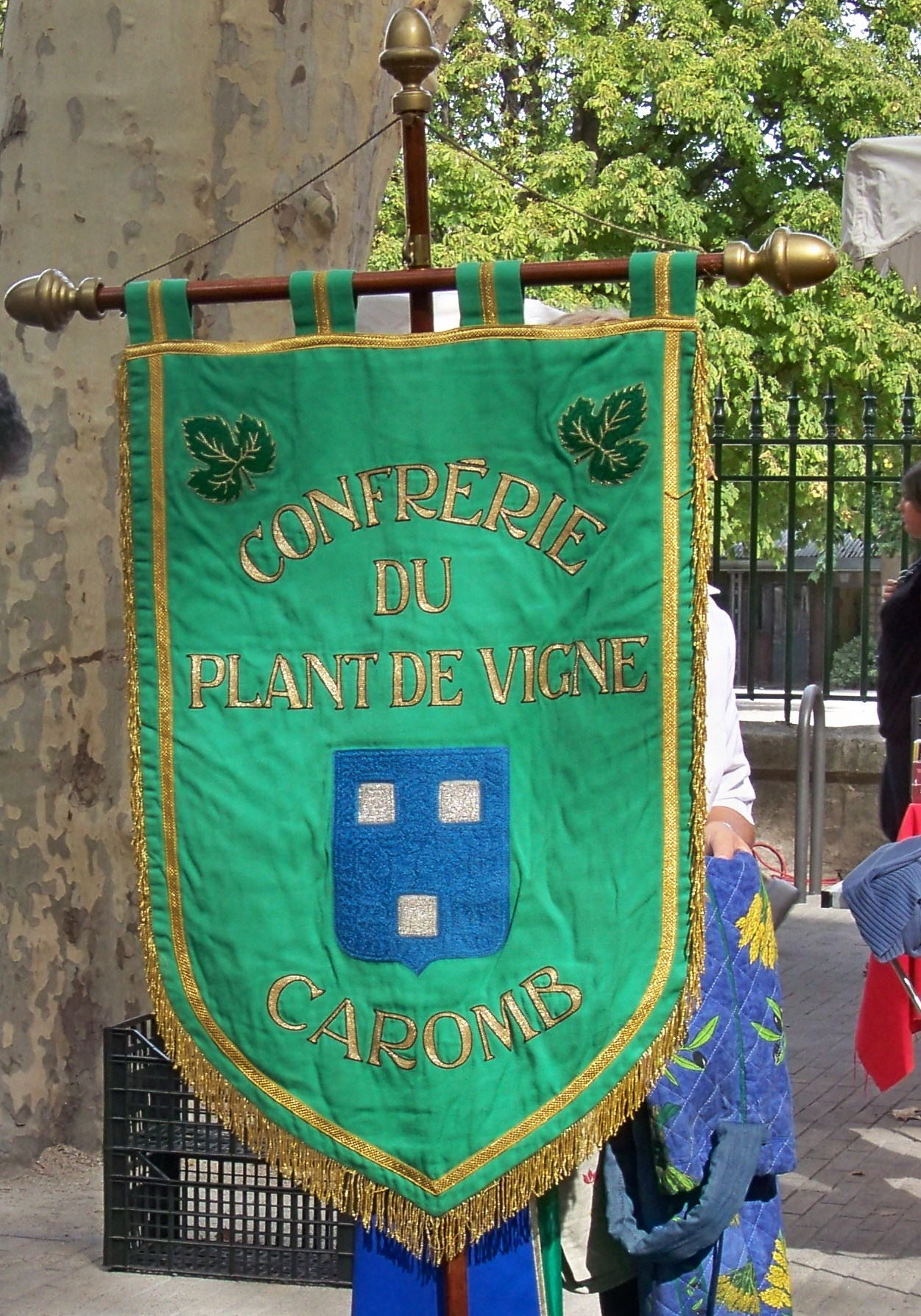
Banner der  Confrérie du Plant de Vigne de Caromb
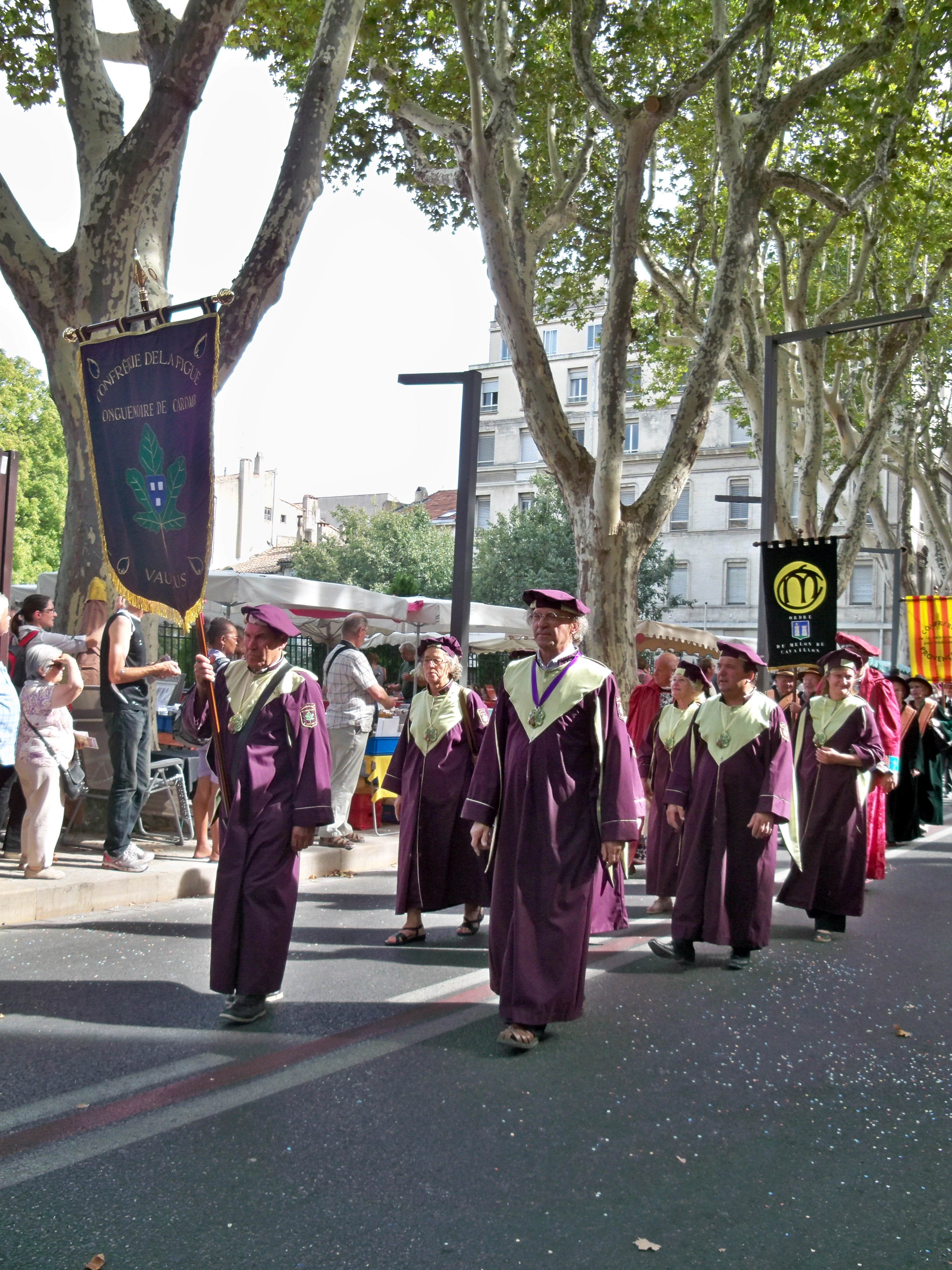
Parade der Confrérie de la Figue Longue Noire de Caromb in Avignon
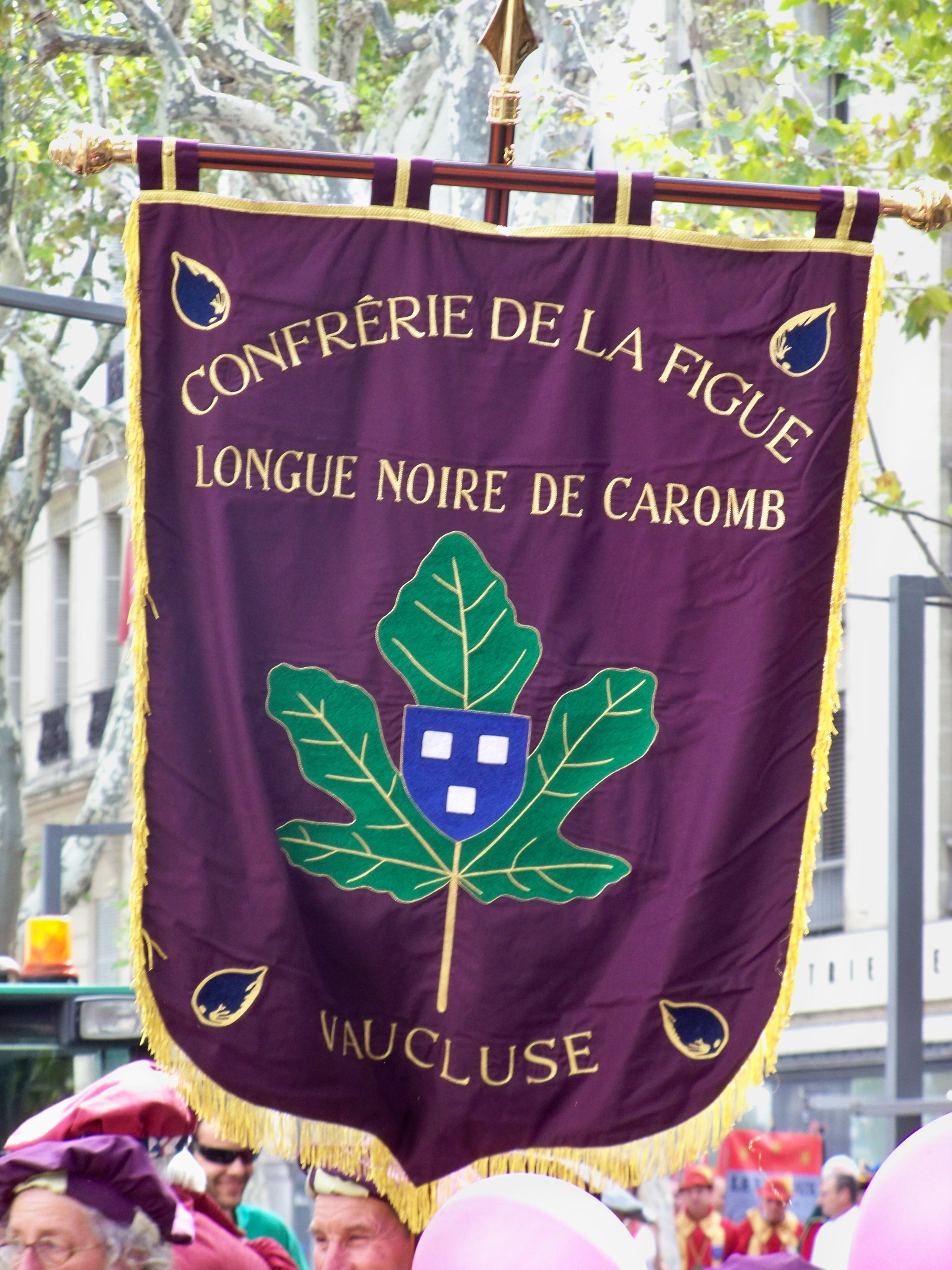
Banner der Confrérie de la Figue de Caromb

## Gemeindepartnerschaft
- Glashütten, Deutschland, seit 1977